# Подкислители
Подкисли́тели — пищевые добавки, вызывающие кислый вкус пищевых продуктов. В качестве подкислителей, как правило, используются органические или неорганические кислоты, а также некоторые соли. Подкислители широко используются в пищевой промышленности для производства напитков, кондитерских изделий, сиропов, маринадов, мороженого и пр.
Следует различать подкислители и регуляторы кислотности. Последние используются для поддержания в готовом продукте определённого значение pH (при том, что подкислители одновременно могут быть использованы и как регуляторы кислотности).